# إس آي في
إس آي في (SIV) أو فيزا مهاجرين خاصين  (بالإنجليزية: Special Immigrant Visas)‏ هي بطاقة فيزا يتم منحها من قبل الحكومة الأمريكية من أجل إعادة توطين الأجانب في الولايات المتحدة. تتميز هذة الفيزا بأن لك الحق بالحصول على الغرين كارد خلال مدة أقصاها 6 أشهر. وتستعمل لجلب المترجمين المحليون للجيوش الأمريكية في العراق وأفغانستان إلى الولايات المتحدة.

## احتمالية الفوز بالجرين كارد
تعد قرعة الجرين كارد فرصة جيدة لمن يريد الهجرة إلى أمريكا، يتقدم للحصول على الجرين كارد قرابة 10 ملايين شخص والفائزين حوالى 55 ألف فقط.